# Травень 2019
Травень 2019 — п'ятий місяць 2019 року, що розпочався у середу 1 травня та закінчився у п'ятницю 31 травня.

## Події
- 1 травня
  - 126-й імператор Японії Нарухіто замінив високий престол батька Акіхіто, династія не переривається вже 15 століть[1].
- 3 травня
  - Українка Ярослава Магучіх, виборовши з особистим рекордом 196 см золото у секторі для стрибків у висоту на турнірі Діамантової ліги ІААФ 2019 в Досі, стала наймолодшою переможницею в історії змагань (17 років і 226 днів)[2].
- 5 травня
  - Літак Sukhoi Superjet 100 рейсу Аерофлоту 1492 зазнав аварії і згорів у «Шереметьєво» (Москва). Загинуло 41 з 78 людей, що перебували на борту[3].
  - Президентські вибори у Північній Македонії: президентом обрано Стево Пендаровський від Соціал-демократичного союзу Македонії[4].
- 6 травня
  - У британській королівській сім'ї — у Меган, герцогині Сассекської і Гаррі, герцога Сассекського народився син, який є восьмим правнуком королеви Єлизавети ІІ[5].
- 7 травня
  - Президент Петро Порошенко призначив 75 суддів до Верховного Суду; головою Вищого антикорупційного суду обрана Олена Танасевич; її заступником — Євген Крук[6].
- 12 травня
  - Гравець «Манчестер Сіті» Олександр Зінченко став першим українцем, який двічі переміг у чемпіонаті Англії з футболу.[7]
- 14 травня
  - Судді Конституційного Суду України звільнили голову цього суду Станіслава Шевчука з посади судді та обрали на його місце Наталю Шапталу[8].
- 15 травня
  - Президент України Петро Порошенко підписав Закон «Про забезпечення функціонування української мови як державної»[9].
  - У фіналі Кубку України з футболу 2018—2019 рр. донецький Шахтар переміг клуб Інгулець та здобув титул у 13-й раз[10].
- 17 травня
  - У продажу з'явились перші картки пам'яті на 1 Тб SanDisk Extreme[11]
- 18 травня
  - Дункан Лоренс із піснею Arcade здобув перемогу для Нідерландів на пісенному конкурсі Євробачення 2019[12].
  - На федеральних виборах в Австралії більшість отримала Ліберальна/Національна Коаліція[13].
  - Посол США в Україні Марі Йованович завершує дипломатичну каденцію в Києві[14].
- 19 травня
  - Донецький Шахтар достроково став переможцем чемпіонату України з футболу 2018—2019 та у 12-й раз виборов чемпіонство[15].
- 20 травня
  - Володимир Зеленський вступив на посаду президента України[16].
- 21 травня
  - Президент України Володимир Зеленський видав указ про припинення повноважень Верховної Ради України 8-го скликання і призначив позачергові вибори на 21 липня 2019 року[17].
  - Президент України Володимир Зеленський зробив ключові призначення: головою адміністрації Президента призначено Андрія Богдана, головою Генштабу України — Руслана Хомчака, першим заступником голови СБУ — Івана Баканова[18][19][20]
  - Посол Фінляндії завершив дипломатичну місію в Україні[21]
- 22 травня
  - Кабінет Міністрів на своєму засіданні схвалив Український правопис у новій редакції, розробленій Українською національною комісією з питань правопису[22].
- 23 травня
  - У Миколаєві на ССРЗ «Нібулон» спущено на воду Самохідний перевантажувач проекту П-140, який є найбільшим судном в історії незалежної України[23].
  - Прем'єр-міністр України Володимир Гройсман подав у відставку[24][25]
- 24 травня
  - В центрі Ліона (Франція) стався вибух, вісім людей отримали поранення[26]
  - У Китаї створили біоклей, який зупиняє кровотечу будь-якої складності[27]
- 25 травня
  - Інцидент у Керченській протоці 25 листопада 2018 року: Міжнародний трибунал ООН з морського права наказав Росії негайно звільнити 24 захоплених моряків та повернути три кораблі Україні[28].
  - Золоту пальмову гілку на Каннському кінофестивалі отримав фільм «Паразити» південнокорейського режисера Пон Джун Хо[29].
- 26 травня
  - Завершились вибори Європейського Парламенту, під час яких обрано 751 осіб. Найбільшу кількість голосів набрала партія «Європейська народна партія».[30]
  - На президентських виборах у Литві переміг економіст і колишній банкір Ґітанас Науседа[31].
  - Збірна Фінляндії стала переможцем 83-го чемпіонату світу з хокею із шайбою ІІХФ[32].
  - Відбулося святкування 1537-ї річниці Києва: Всеукраїнський велодень, 27-й Пробіг під каштанами, концерт гурту «Океан Ельзи»[33].
- 28 травня
  - Президент Володимир Зеленський виключив положення указу № 196 щодо втрати Михайлом Саакашвілі громадянства України.[34].
- 29 травня
  - На голосуванні у парламенті Латвії новим Президентом держави обраний Еґілс Левітс[35].
  - Внаслідок зіткнення[en] двох суден із туристами в Будапешті 7 людей загинуло, ще 21 вважають зниклими безвісти[36].
  - Британський оператор ЕЕ запустив першу мережу 5G у Великій Британії[37][38]
- 30 травня
  - Верховна Рада України ухвалила закон про визнання і підтримку національної скаутської організації «Пласт» на державному рівні.[39][40].
  - Верховна Рада України відхилила відставку прем'єр-міністра України Володимира Гройсмана[41]
  - Місія МВФ достроково залишила Україну через оголошення дострокових парламентських виборів.[42]
  - На Рівненщині розбився військовий гелікоптер, екіпаж з чотирьох осіб загинув[43]
- 31 травня
  - Вперше в історії пройшли консульські консультації між Україною та Коста-Рикою щодо безвізового режиму.[44].
  - У Переяславі-Хмельницькому нетверезими працівниками Патрульної поліції України з необрежності вбито 5-літнього Кирила Тлявова[45].